# Mirny (Jakoetië)

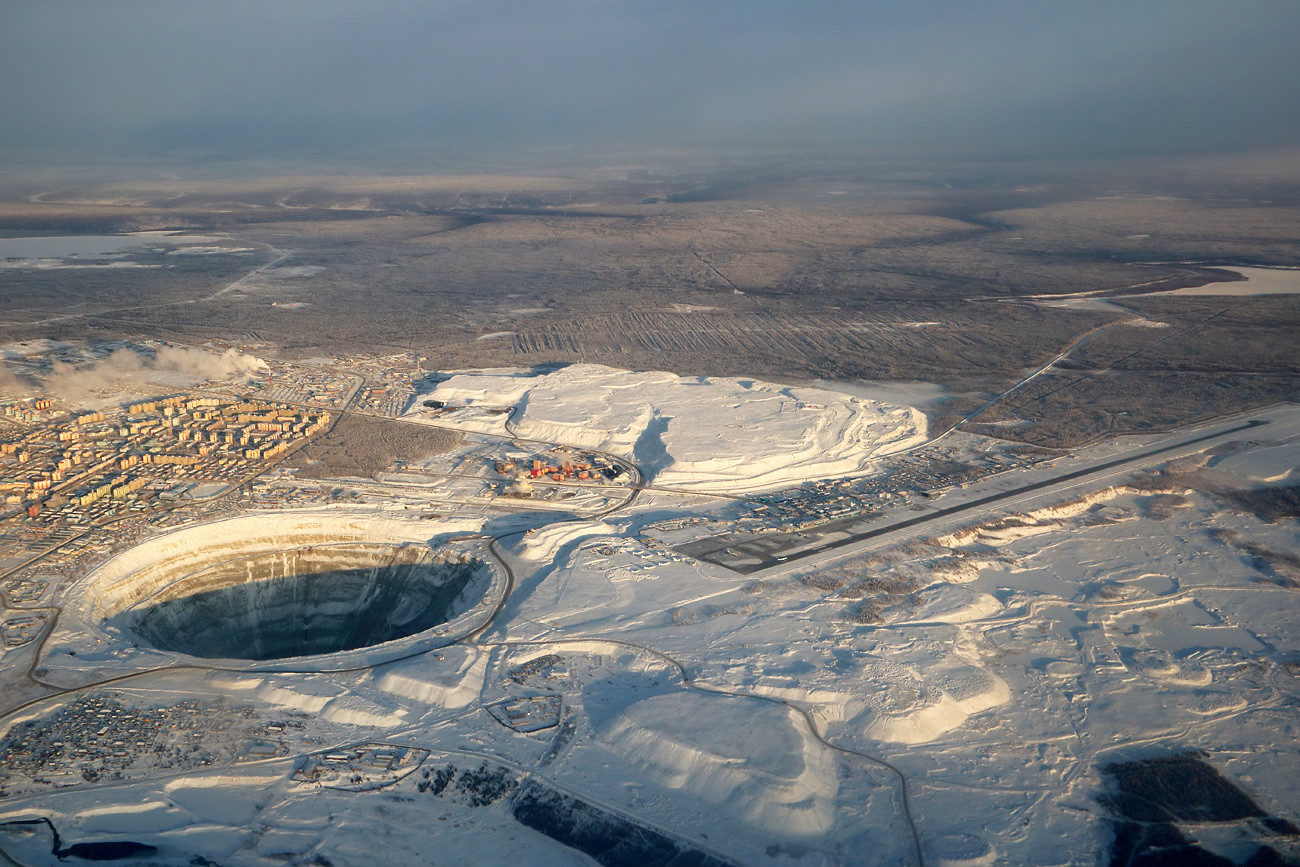
Luchtfoto van stad, mijn en vliegveld

Mirny (Russisch: Мирный) is een stad in de Russische Oost-Siberische autonome republiek Jakoetië op 820 kilometer ten westen van Jakoetsk aan de rivier de Ireljach (stroomgebied van de Viljoej) op de grens van het Viljoejplateau en het Lenaplateau.
De stad werd gesticht in 1955 na de ontdekking van een grote diamantlaag door een expeditie onder leiding van Joeri Chabardin. Deze Mirnymijn is een dagbouwmijn met een diepte van 525 meter en een diameter van 1,25 kilometer. Het is nu de belangrijkste diamantmijn van het diamantbedrijf ALROSA. De erts wordt met speciaal gebouwde gigantische vrachtwagens, via een langs de rand van het gat aangelegde spiraalweg, naar boven gebracht. De vrachtwagens hebben daar bijna 2 uur tijd voor nodig. Het erts wordt in de nabijgelegen fabriek behandeld. In 1959 kreeg Mirny de status van stad.
De stad is door een weg verbonden met de 230 kilometer zuidelijker liggende stad Lensk. Op vier kilometer ten oosten van de stad ligt een luchthaven met een 2800 meter lange betonnen baan. Voor helikopters is het verboden over de Mirnymijn te vliegen, omdat valwinden aldaar ze naar beneden kunnen zuigen.
De stad heeft een landklimaat: de winters zijn lang en koud en de zomers kort maar wel warm. December en januari zijn de koudste maanden met een gemiddelde temperatuur van minder dan -30 °C. Van mei tot en met september ligt de gemiddelde temperatuur boven de 0 °C. De hoeveelheid neerslag is beperkt: per jaar zo'n 250 mm. De meeste neerslag valt in de zomermaanden.

## Demografie
| 1959  | 1970   | 1979   | 1989   | 2002   | 2010   |
| ----- | ------ | ------ | ------ | ------ | ------ |
| 5.700 | 23.800 | 30.500 | 38.793 | 39.981 | 37.188 |